# Jakub Šiřina
Jakub Šiřina (Ostrava, 21 novembre 1987) è un cestista e allenatore di pallacanestro ceco.

## Carriera
Con la Rep. Ceca ha disputato i Giochi olimpici di Tokyo 2020, i Campionati mondiali del 2019 e due edizioni dei Campionati europei (2015, 2017).

## Palmarès
- Coppa della Repubblica Ceca: 1

Opava: 2022
- Campionato ceco: 1

Opava: 2022-2023